# Otter (Schiff, 1934)
Die Otter war ein 1934 in Dienst gestellter Minentransporter der deutschen Reichs- und Kriegsmarine. Sie wurde im Juni 1944 vor der finnischen Küste bei einem sowjetischen Bombenangriff zerstört.

## Bau und technische Daten
Das Schiff wurde 1934 von den Schichau-Werken in Elbing gebaut. Bei eine Länge von 53,3 m in der Wasserlinie bzw. 56,7 m über Alles, einer Breite von 10,4 m und einem Tiefgang von 4,41 m verdrängte es voll ausgerüstet 1220 Tonnen. Es wurde von einem Vierzylinder-Dieselmotor von Sulzer mit 450 PS angetrieben, der eine Geschwindigkeit von 9,5 Knoten ermöglichte. Der Bunkervorrat von 35,2 Tonnen Dieselöl ergab ein maximale Reichweite von 3000 Seemeilen bei einer Marschgeschwindigkeit von 9 Knoten. Die Bewaffnung bestand lediglich aus vier 2-cm-Flak C/30. Die Besatzung zählte 40–43 Mann. Das Schiff konnte in zwei Laderäumen vor und hinter dem mittschiffs befindlichen Mast mit seinen vier Ladebäumen 300–370 Minen befördern. Die Minen wurden im nicht-einsatzfähigen Zustand transportiert. Eine Minenwurfvorrichtung besaß es nicht.

## Geschichte

### Reichs- und Kriegsmarine
Die Otter wurde nach ihrer Indienststellung dem Sperrzeugamt Cuxhaven unterstellt. Ihre Aufgabe war der Transport von Minen zu den benötigenden Häfen und Schiffen.
In der Anfangszeit des Zweiten Weltkriegs diente das Schiff als Zubringer für Minenlegeunternehmen in der Nordsee ab 1941 dann in der Ostsee und insbesondere im Finnischen Meerbusen. 1943 pendelte es zwischen Kiel und Nordnorwegen (Narvik, Tromsø, Altafjord, Nordkap). Gegen Ende 1943 wurde es dabei auf der Höhe von Stavanger von einem U-Boot angegriffen, aber der Torpedo lief unter dem Schiff hindurch und detonierte auf einem Unterwasserfelsen. Nach dem Untergang des Schlachtschiffs Scharnhorst im Seegefecht vor dem Nordkap am 26. Dezember 1943 brachte die Otter die von deutschen Zerstörern geborgenen Leichen von Besatzungsmitgliedern zurück nach Kiel.
1944 lief das Schiff auf einer Fahrt von Tromsø nach Kiel südlich von Harstad in nächtlichem Schneetreiben auf einen Unterwasserfelsen. Schraube und Ruder wurden schwer beschädigt und ein Wassereinbruch verursachte zunehmende Schlagseite. Zwar wurden die Rettungsboote ausgesetzt, aber das Leck konnte gedichtet werden und das Schiff wurde nach Narvik ins Schwimmdock zur Reparatur geschleppt.
Im Frühjahr und Sommer 1944 fuhr die Otter dann in der Ostsee, meist zwischen Reval und der finnischen Insel Kirkonmaa bei Kotka am Nordrand des Finnischen Meerbusens, wo sich eine Küstenbatterie und ein wichtiges Munitionsdepot befanden. Am Nachmittag des 20. Juni 1944 wurden die Militäranlagen auf der Insel von 18 sowjetischen Pe-2-Kampfflugzeugen bombardiert. Die Otter war am Vortage mit einer Ladung von 200 Minen eingetroffen, deren Entladung gerade beendet war. Eine der Bomben traf auf die vor dem Munitionsbunker aufgereihten Minen und löste eine Kette von Explosionen aus, die das Minendepot erreichte und in einer gewaltigen Explosion vernichtete. Die an der Pier liegende Otter erhielt keinen direkten Treffer, wurde aber durch die Explosion so schwer beschädigt, dass sie mit starker Schlagseite auf Grund ging. Zwar versuchte man in der Folge, das Schiff wieder in Fahrt zu bringen, aber es musste schließlich beim Rückzug der Wehrmacht aus Finnland aufgegeben werden: am 14. September zündete ein deutsches Kommando eine Wasserbombe im Maschinenraum, die den Schiffsboden aufriss. Das Wrack wurde 1949, nach vergeblichem Bergungsversuch, in tieferes Wasser etwa 500 m nordöstlich der Mole geschleppt und bei 60° 25′ N, 27° 4′ O gesprengt.

## Anmerkung
Berichte, das schwer beschädigte Schiff sei 1950 gehoben und instand gesetzt worden und sei dann unter finnischer, dann schwedischer und zuletzt italienischer Flagge als Frachtschiff verwendet worden, sind unglaubwürdig.